# Atopsyche weibezahni
Atopsyche weibezahni är en nattsländeart som beskrevs av Oliver S. Flint Jr. 1974. Atopsyche weibezahni ingår i släktet Atopsyche och familjen Hydrobiosidae. Inga underarter finns listade i Catalogue of Life.